# Mycena acicula
Mycena acicula es una especie de hongo de la familia Mycenaceae.

## Características
Se encuentra en Asia, el Caribe, América del Norte y Europa. Estos hongos crecen en las ramas muertas y otros residuos leñosos de las plantas forestales, especialmente a lo largo de arroyos y otros lugares húmedos. La forma del sombrero (píleo) es de color naranja y su diámetros alcanza a 1 centímetro de diámetro y tiene forma acampanada, sus tallos son delgados y llegan a medir 6 centímetros de largo, las branquias son de color amarillo pálido con el borde blanquecino. Son comestibles.